# L'impero delle formiche
L'impero delle formiche (The Empire of the Ants) è un racconto di fantascienza apocalittica dello scrittore britannico H. G. Wells del 1905 che narra il sopravvento sull'uomo di una nuova razza di formiche.

## Storia editoriale
Il racconto è stato pubblicato, per la prima volta, nel dicembre 1905 sulla rivista mensile The Strand Magazine, ripubblicato nel 1911 nella raccolta The Country of the Blind and Other Stories.

## Trama
(H. G. Wells, L'impero delle formiche)
Il capitano Gerilleau della marina brasiliana è un creolo la cui carriera è stata possibile non grazie alle sue doti marinaresche, ma alle attenzioni di un'importante dama. Gli viene ordinato condurre la cannoniera, la Benjamin Constant, sul Rio delle Amazzoni, quindi lungo il fiume Guaramadema e poi sul suo tributario, il Batemo, per portare aiuto al villaggio di Badama, invaso dalle formiche. Tra gli uomini dell'equipaggio vi sono il motorista Holroyd, proveniente dal Lancashire e il tenente da Cunha, di origini portoghesi. Il viaggio prosegue tra il caldo torrido, i miasmi putrescenti della giungla, le zanzare omnipresenti e il rischio, sempre in agguato, della malaria. Gerilleau sminuisce lo scopo della loro missione e il pericolo delle formiche fino a quando, prima di arrivare a Badama, non incrociano sul fiume una barca cuberta alla deriva. Dalla cannoniera si intravedono due uomini morti con i corpi deturpati e alcune grosse formiche sul ponte della barca. Il capitano Gerilleau ordina a da Cunha, di ispezionare la cuberta ma egli, temendo il pericolo, inizialmente, si rifiuta. Quando il capitano lo minaccia di ritorsioni per insubordinazione, il tenente, suo malgrado, obbedisce ma, appena salito a bordo della barca, viene assalito da grosse formiche che lo mordono ripetutamente. La notte da Cunha muore a causa del veleno iniettatogli dagli insetti. Il giorno dopo, dopo aver bruciato la cuberta, la cannoniera giunge a Badama. Dal fiume il villaggio appare deserto. Gerilleau è in balìa degli eventi e non sa prendere una decisione: è combattuto tra la paura delle formiche e gli ordini ricevuti di portare aiuto al villaggio; è inoltre assalito dai sensi di colpa per aver causato la morte di da Cunha con i suoi ordini avventati. Infine, inutilmente, ordina agli uomini di sparare due cannonate contro il villaggio, in particolare contro un vecchio zuccherificio e l'emporio, senza ottenere alcun effetto sulle formiche che, come dotate di intelligenza, in quantità si erano schierate sulla riva, di fronte alla cannoniera.
Il narratore spiega che la vicenda gli è stata raccontata da Holroyd, che tornato mesi dopo in Inghilterra, ha informato le autorità che una nuova razza di formiche giganti, velenose e intelligenti, ha infestato i villaggi dell'Amazzonia, e che da sue stime, entro il 1920 riusciranno a imporre il loro dominio dal Sud America e quindi, al massimo nel 1960, su tutta l'Europa.

## Opere derivate
Il racconto ha ispirato il film L'impero delle termiti giganti (Empire of the Ants, 1977) diretto da Bert I. Gordon. Il film, a sua volta, è stato trasposto nel romanzo Empire of the Ants dalla scrittrice Nancy Weber, firmato con lo pseudonimo di Lindsay West.

## Edizioni
- (EN) H. G. Wells, The Empire of the Ants, in The Strand Magazine, Londra, dicembre 1905.
- (EN) H. G. Wells, The Empire of the Ants, in The Country of the Blind and Other Stories, Edimburgo, Thomas Nelson & Sons, 1911.
- (DE) H. G. Wells, Das Reich der Ameisen, in Der Apfel vom Baum der Erkenntnis, Vienna, Zsolnay, 1930.
- H. G. Wells, L'impero delle formiche, in Tutti i racconti e i romanzi brevi, traduzione di Renato Prinzhofer, Grandi scrittori di ogni paese, Milano, Mursia, 1966.
- H. G. Wells, L'impero delle formiche, in Storie di fantasia e di fantascienza, traduzione di Renato Prinzhofer, Grandi scrittori di ogni paese, Milano, Mursia, 1980.
- H. G. Wells, L'impero delle formiche, in La valle dei ragni, L'impero delle formiche, traduzione di Roberto Serrai, Adelphi eBook, Milano, Adelphi, 2013, ISBN 978-88-459-7331-4.